# 沼 (津山市)
沼（ぬま）は岡山県津山市にある地名。郵便番号は708-0824。

## 地理
東苫田地区の南西端に位置する。北は大田、紫保井、西は上河原、北園町、山北、南は林田、東は志戸部、林田に接する。また南東の一角が弥生町となっており、全域を沼が囲むように位置する。

### 河川
- 宮川
- 紫保井川

## 歴史

### 沿革
- 1889年6月1日 - 町村制施行に伴い、東南条郡沼村が大田村、勝部村、志戸部村、籾保村と合併し、東苫田村となる。沼村は大字沼となる。
- 1900年4月1日 - 東南条郡が東北条郡、西西条郡、西北条郡と合併し、苫田郡となる。
- 1941年2月11日 - 苫田郡東苫田村が久米郡佐良山村とともに津山市へ編入される。
- 1966年 - 沼の一部が弥生町となる。

## 世帯数と人口
2021年（令和3年）1月1日現在の世帯数と人口は以下の通りである。
| 町丁 | 世帯数  | 人口    |
| ---- | ------- | ------- |
| 沼   | 840世帯 | 1,895人 |

## 小・中学校の学区
市立小・中学校に通う場合、学区は以下の通りとなる。
小学校
- 津山市立東小学校 - 中国自動車道以南（志戸部、弥生町を除く。）
- 津山市立鶴山小学校 - 志戸部・弥生町
- 津山市立弥生小学校 - 中国自動車道以北（志戸部を除く。）

中学校
- 津山市立中道中学校 - 中国自動車道以南の345-1番地以東
- 津山市立北陵中学校 - 中国自動車道以南の345-1番地以東を除く。

## 交通

### 道路
- 岡山県道452号小原船頭線

## 施設
- 津山工業高等専門学校
- くらや
- 弥生住居跡
- 津山弥生の里文化財センター
- 沼自動車学校
- 無印良品津山店
- 読売新聞津山通信部

※住所上は沼にもかかわらず、志戸部店を名乗るものがいくつか見られる。これは林田に存在する店でも見られる。基本的に志戸部との境界付近に限られる。